# 天兴 (北魏)
天兴（398年十二月-404年十月）是北魏道武帝拓跋珪的年號，歷時5年餘。

## 紀年
| 天兴 | 元年  | 二年  | 三年  | 四年  | 五年  | 六年  | 七年  |
| ---- | ----- | ----- | ----- | ----- | ----- | ----- | ----- |
| 公元 | 398年 | 399年 | 400年 | 401年 | 402年 | 403年 | 404年 |
| 干支 | 戊戌  | 己亥  | 庚子  | 辛丑  | 壬寅  | 癸卯  | 甲辰  |

## 參看
- 中国年号索引
  - 其他时期使用的天兴年号
- 同期存在的其他政权年号
  - 隆安（397年正月-401年十二月）：東晉皇帝晋安帝司马德宗的年号
  - 大亨（402年三月-十二月）：東晉皇帝晋安帝司马德宗的年号
  - 义熙（405年-418年十二月）：東晉皇帝晋安帝司马德宗的年号
  - 永始（403年十二月-404年五月）：桓玄年号
  - 天康（404年-405年二月）：桓谦年号
  - 皇初（394年五月-399年九月）：后秦政权姚兴年号
  - 弘始（399年九月-416年正月）：后秦政权姚兴年号
  - 太初（388年六月-400年七月）：西秦政权乞伏乾归年号
  - 建平（398年十月-十二月）：后燕政权慕容盛年号
  - 长乐（399年正月-401年七月）：后燕政权慕容盛年号
  - 光始（401年八月-406年）：后燕政权慕容熙年号
  - 建平（400年-405年十一月）：南燕政权慕容德年号
  - 太上（405年十一月-410年二月）：南燕政权慕容超年号
  - 太平（403年四月）：王始年号
  - 龙飞（396年六月-399年）：后凉政权吕光年号
  - 咸寧（399年十二月—401年正月）：后凉政权呂纂年号
  - 神鼎（401年二月-403年八月）：后凉政权吕隆年号
  - 庚子（400年十一月-404年十二月）：西凉政权李暠年号
  - 太初（397年正月-399年十二月）：南凉政权秃发乌孤年号
  - 建和（400年正月-402年三月）：南凉政权秃发利鹿孤年号
  - 弘昌（402年三月-404年二月）：南凉政权秃发傉檀年号
  - 神玺（397年五月-399年正月）：北凉政权段业年号
  - 天玺（399年二月-401年五月）：北凉政权段业年号
  - 永安（401年六月-412年十月）：北凉政权沮渠蒙逊年号